# Lupara (arma)

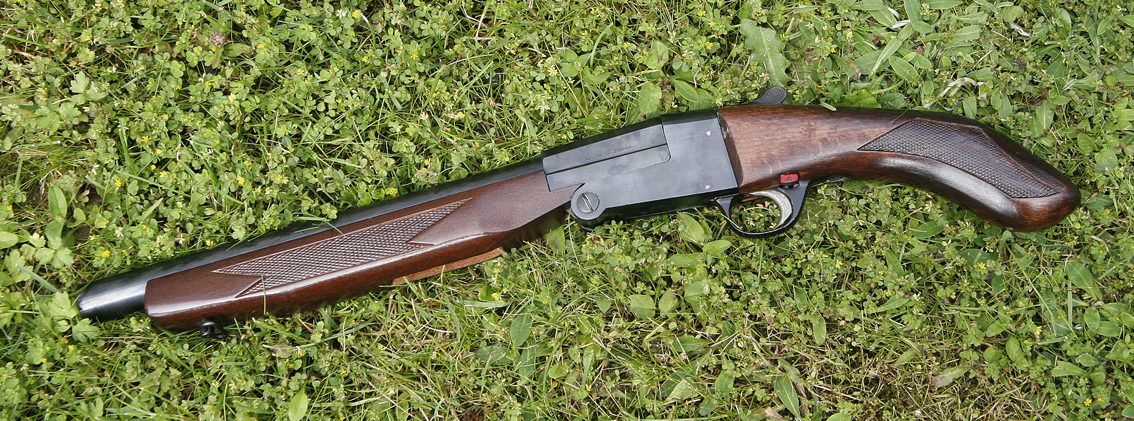
Immagine di una lupara

La lupara è un tipo di munizionamento a pallettoni per fucili con canna ad anima liscia. Il termine è originario della Sicilia, con riferimento ai lupi. Allo stesso tempo in Sicilia questo termine si usa anche per indicare tipo di un fucile segato conosciuto anche come fucile a canne mozze.
Per estensione, il termine viene ormai unicamente utilizzato per indicare un fucile da caccia a canne affiancate e accorciate per facilitarne l'occultamento (c.d. doppietta a canne mozze).

## Utilizzo del termine
È stata spesso menzionata nelle cronache giornalistiche italiane, soprattutto a partire dagli anni sessanta del XX secolo, per il suo diffuso utilizzo nei delitti di cosa nostra e della 'ndrangheta. Nello stesso contesto, si segnala anche l'uso giornalistico dell'espressione lupara bianca, per quei delitti che, a prescindere dalle modalità di esecuzione, comportano la sparizione del corpo della vittima.

## Significato originale
Giuseppe Tomasi di Lampedusa nel Gattopardo usa il termine per indicare non il fucile ma il suo munizionamento: "[...] lo hanno trovato morto [...] con dodici lupare nella schiena".
Allo stesso modo usa il termine Leonardo Sciascia nel racconto "Il giorno della civetta":
"[...] due colpi a lupara, forse da un calibro dodici, forse una schioppetta a canne legate..."
"[...] ma l'uomo sudava, un freddo lenzuolo di morte già lo avvolgeva, freddo sulla bruciante rosa della lupara che nel suo corpo si apriva."
"Il confidente di S. rischiava la vita: una cosca o l'altra, con un colpo doppio a lupara o con una falciata di mitra (anche nell'uso delle armi le due cosche facevano differenza), un giorno lo avrebbe liquidato."